# 魏家泉站
魏家泉站，位于中华人民共和国新疆维吾尔自治区昌吉回族自治州阜康市水磨沟乡，是乌将铁路上的火车站，于2009年11月18日启用，2019年7月12日开通客运业务，后再度停办客运业务，由中国铁路乌鲁木齐局集团管辖。

## 歷史
- 2009年11月18日启用。
- 2019年7月12日开通客运业务。

## 車站周邊
- 阜西工业园区

## 外部連結
- 中国铁路客户服务中心 （页面存档备份，存于）